# Gabaldon
Gabaldon (Bayan ng Gabaldon) är en kommun i Filippinerna. Kommunen ligger på ön Luzon, och tillhör provinsen Nueva Ecija. Folkmängden uppgår till 28 324 invånare.

## Barangayer
Gabaldon är indelat i 16 barangayer.
| - Bagong Sikat - Bagting - Bantug - Bitulok (North Pob.) - Bugnan - Calabasa - Camachile - Cuyapa | - Ligaya - Macasandal - Malinao - Pantoc - Pinamalisan - South Poblacion - Sawmill - Tagumpay |